# Тагасук
Тагасук — посёлок в Курагинском районе Красноярского края в составе Черемшанского сельсовета.

## География
Находится в центральной части района, на перешейке между озерами Тагасук и Верхний Тагасук примерно в 87 км на восток-северо-восток от районного центра посёлка Курагино.

## Климат
Климат резко континентальный с холодной зимой и жарким летом, суровый, с большими годовыми и суточными амплитудами температуры. Зима суровая и продолжительная. Морозы доходит до минус 40°С. Лето теплое, продолжается свыше двух месяцев. Безморозный период длится 106 дней; дней с температурой 5°С и более — 129. Средне-годовая температура колеблется от 0°С до минус 1°С. Продолжительность безморозного периода от 105 дней до 97 дней. Количество осадков 320—500 мм. Максимум осадков приходится на лето.

## Население
| 2010 |
| ---- |
| 0    |

## Инфраструктура
База отдыха на месте опустевшего поселка.